# Gare de Huy-Sud
Pour les articles homonymes, voir Gare de Huy (homonymie).
La gare de Huy-Sud est une ancienne gare ferroviaire belge de la ligne 126, de Statte à Ciney, située à Huy (rive droite) dans la Province de Liège en Région wallonne.

## Situation ferroviaire
La gare de Huy-Sud se trouve au point kilométrique (PK) 2,10 de la ligne 126, de Statte à Ciney, entre la gare de Huy Saint-Hilaire et le point d'arrêt de Fleury. Cette section de la ligne 126 accueille uniquement un trafic de marchandises et le reste de la ligne est fermé et démonté.

## Histoire
La ligne de Statte à Ciney, construite par la Société anonyme du chemin de fer Hesbaye-Condroz, est inaugurée par les Chemins de fer de l'État belge le 10 juin 1872 (jusque Modave) et atteint Ciney en 1877. Partant de Statte où aboutira en 1875 le prolongement de cette ligne vers Landen, elle franchit la Meuse et ses falaises au moyen du pont de fer et d'un tunnel et dessert Huy en rive gauche.
Jusqu'à la nationalisation du Nord - Belge en 1940, ce sera la seule gare hutoise des Chemins de fer de l'État belge mais la ligne ne verra passer qu'un trafic modeste.
La ligne vers Ciney ferme aux voyageurs le 11 novembre 1962, conservant quelques trains entre Statte et Huy-Sud jusqu'au  29 septembre 1963.
La ligne reste desservie par des trains de marchandises vers l'usine Arcelor-Mittal de Marchin ; les autres clients dont de nombreux raccordés à Huy-Sud ont disparu. Un parking à étages a été créé à l'emplacement des voies de garage de Huy-Sud et le bâtiment de la gare transformé en immeuble résidentiel.

## Patrimoine ferroviaire
Le bâtiment des recettes fortement remodelé depuis sa réaffectation était à l'origine un bâtiment de style néoclassique avec un corps central à un étage de quatre travées (trois côté rue) flanqué d'ailes basses. Sur les photographies les plus anciennes, l'aile droite possède cinq travées, les trois premières ayant un étage supplémentaire. Dans les années 1930 les ailes de droite sont remodelées, la partie basse étant allongée d'une travée et prolongée par une cinquième aile, bâtie entre 1937 et 1939 (un étage, cinq travées côté rue) avec une loggia en surplomb du pan-coupé de l'angle. Ce qu'il reste du bâtiment d'origine est alors peint en blanc et l'ancien corps de logis perd quant à lui son fronton. Finalement, l'aile comprise entre cette construction nouvelle et l'ancien corps central est transformée, les quatre travées à droite étant portées à deux étages avec un toit à deux croupes, dominant en hauteur les autres parties du bâtiment.
Après sa désaffectation du service ferroviaire, cet ensemble hétéroclite a été reconverti en appartements avec des escaliers métalliques extérieurs et un étage supplémentaire dans les combles de l'aile basse disposée à gauche. La façade a été repeinte en rouge brique sauf les murs transversaux ; celui de l'ancien corps central affiche encore au pignon la baie en demi-lune d'origine.

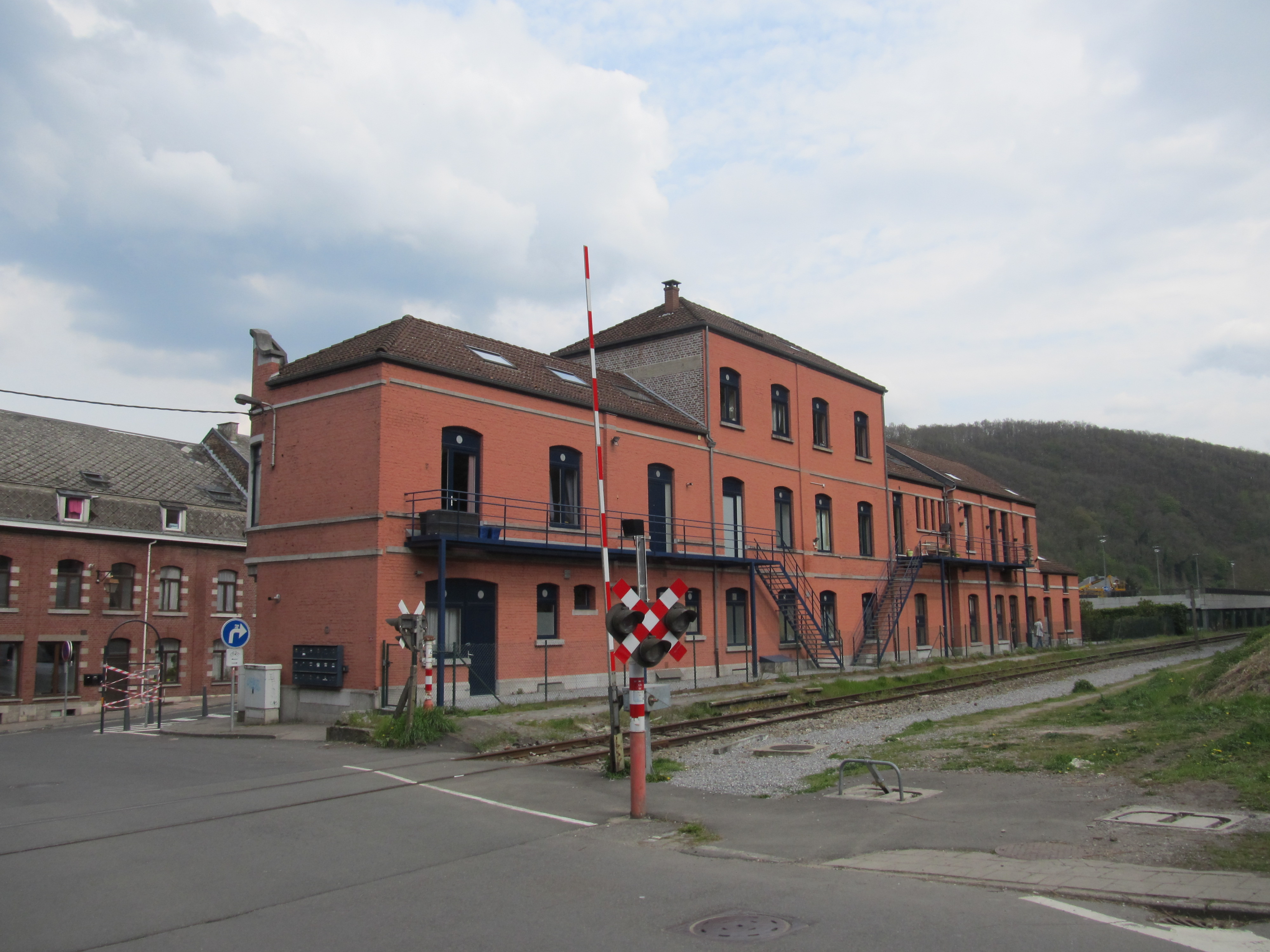
Vue d'ensemble du bâtiment.
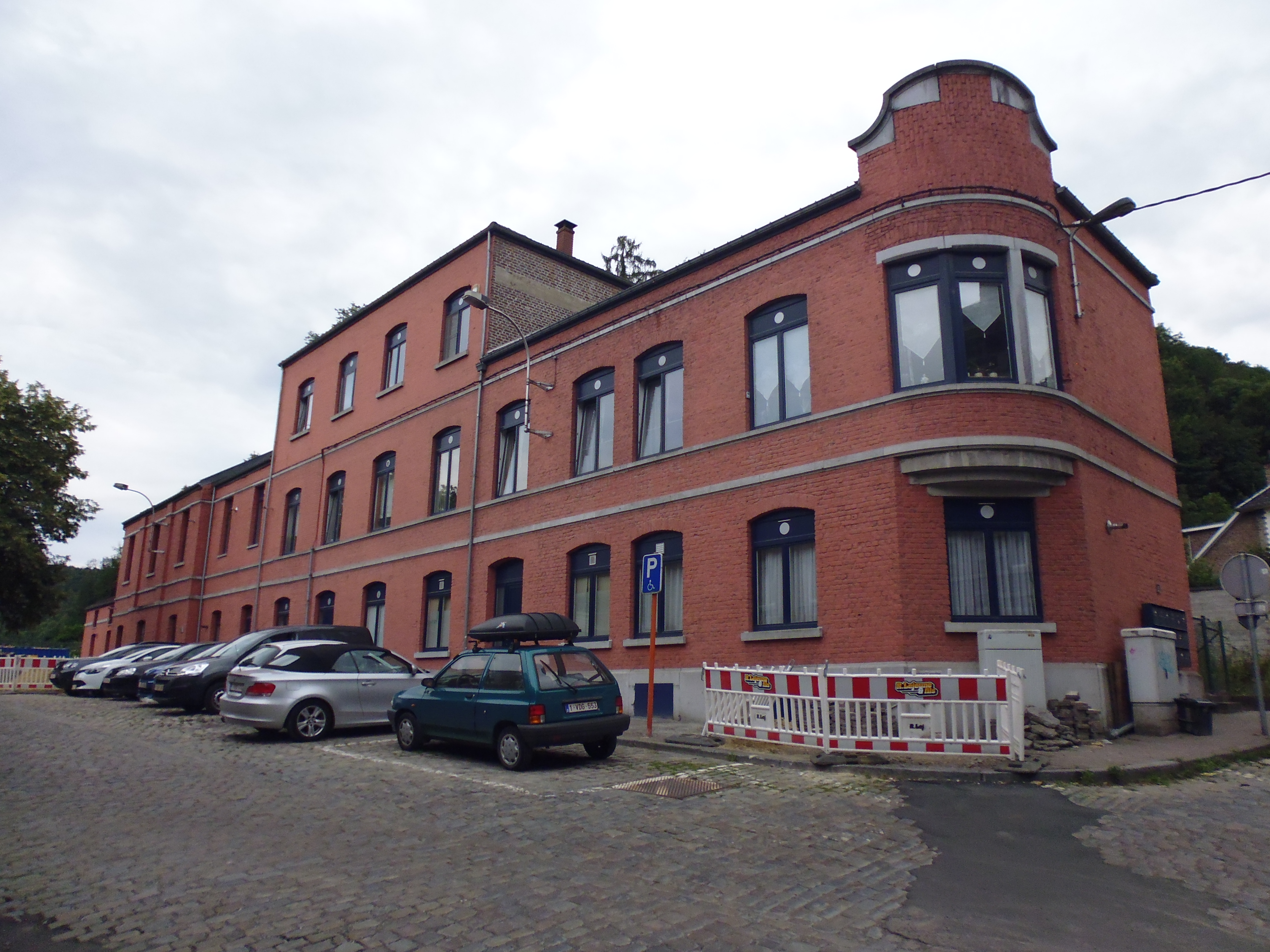
Extension de la fin des années 1930.
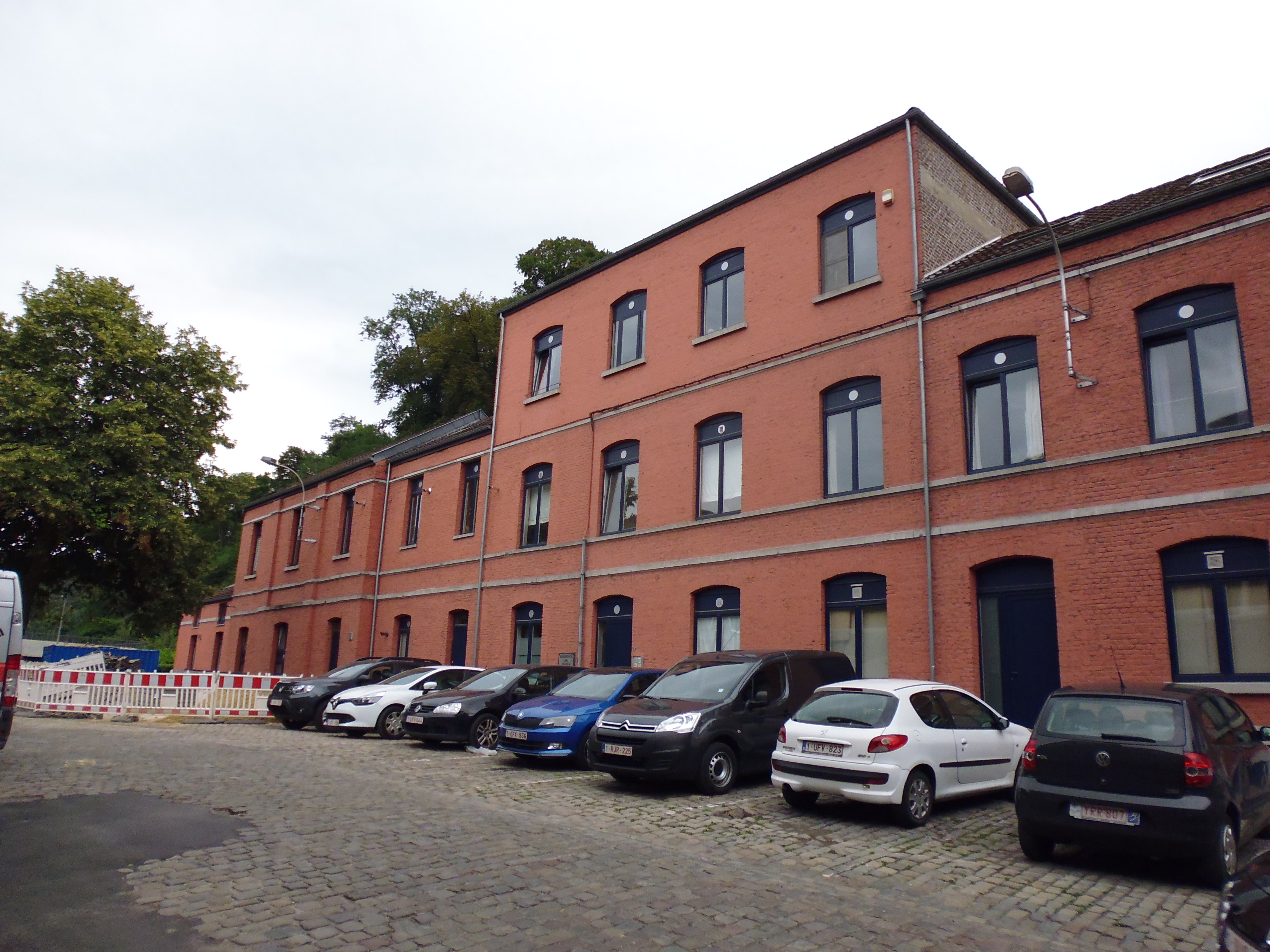
Aile à deux étages, la plus récente.
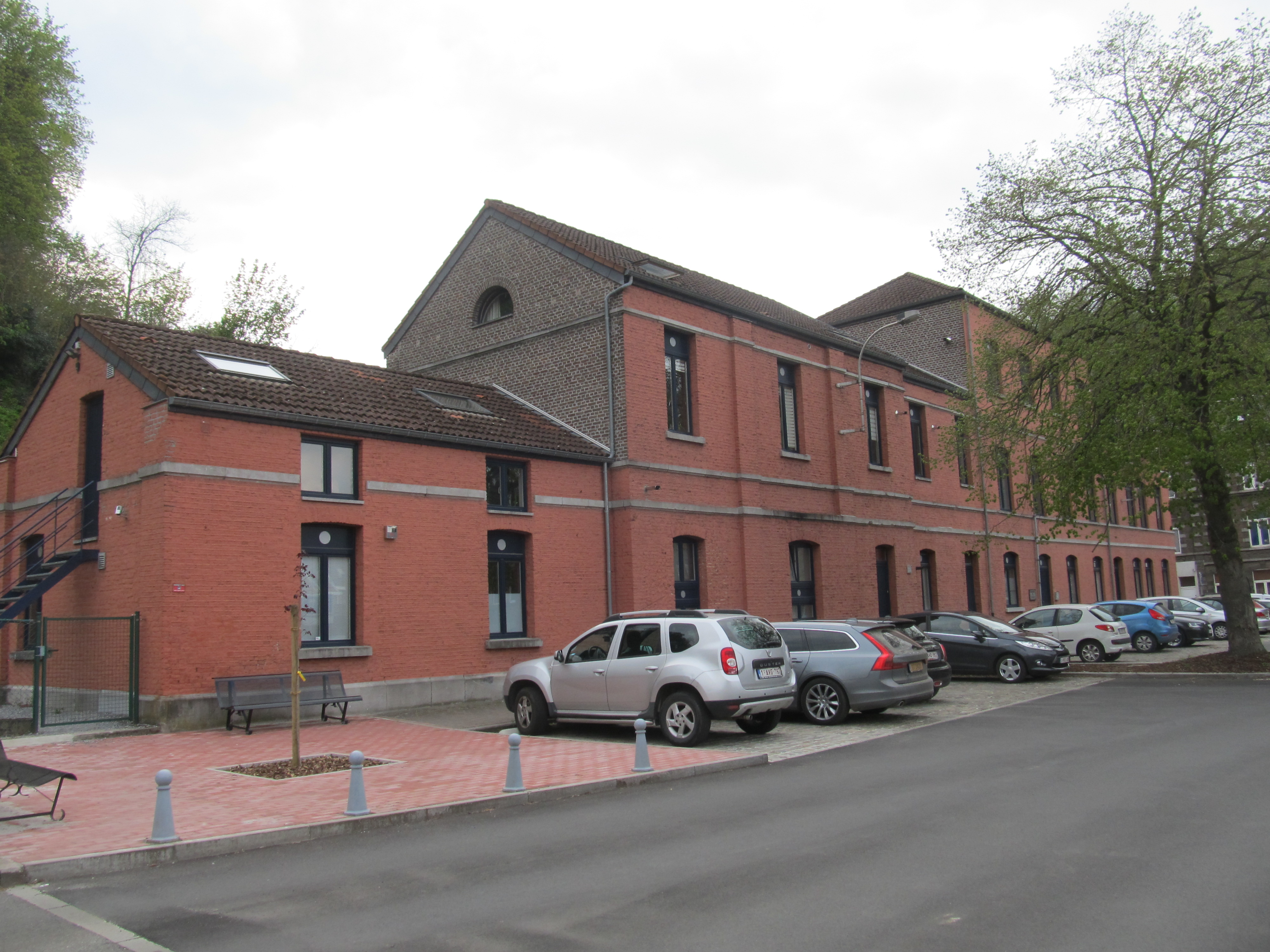
Corps central et aile basse du bâtiment d'origine.
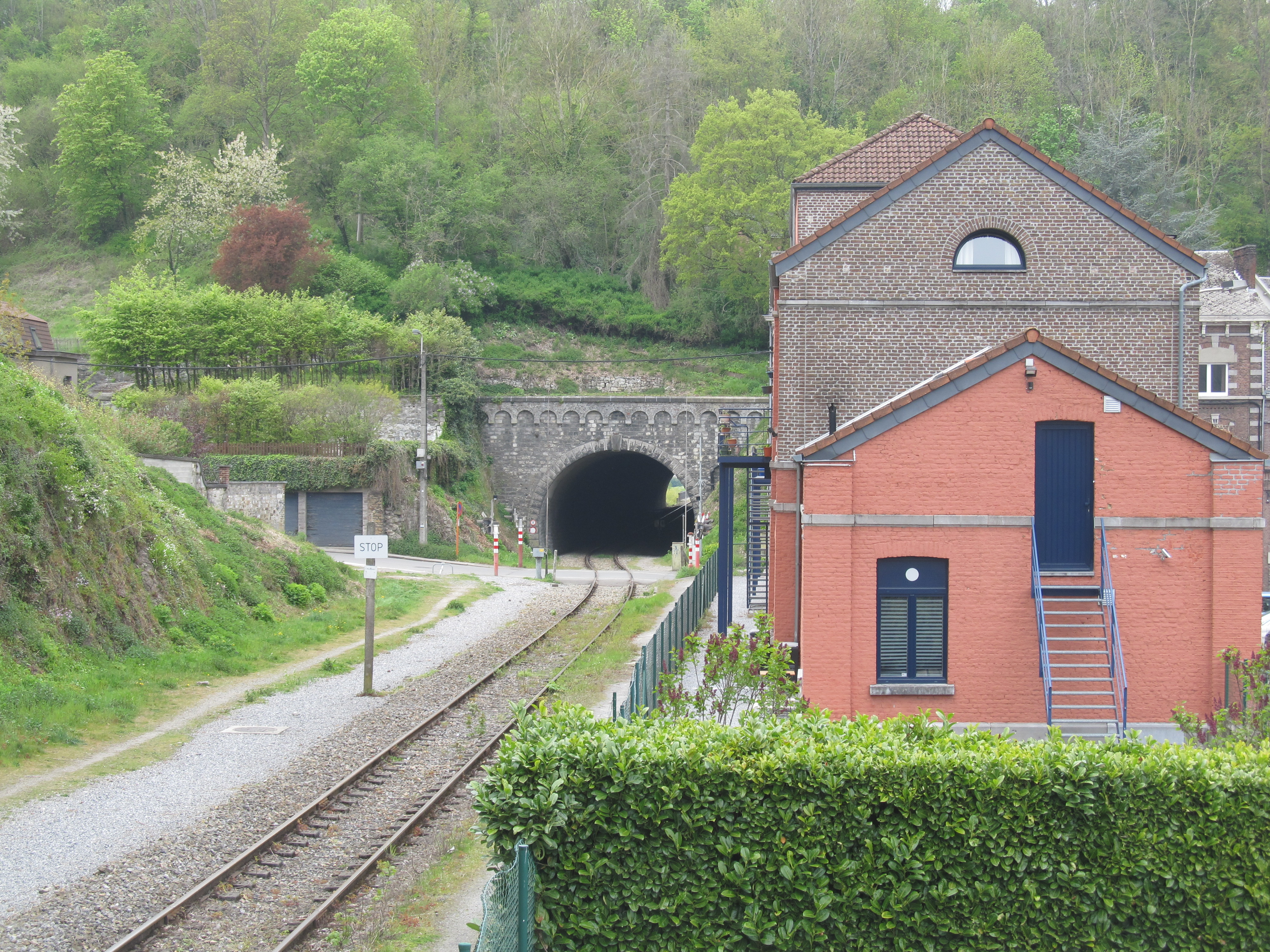
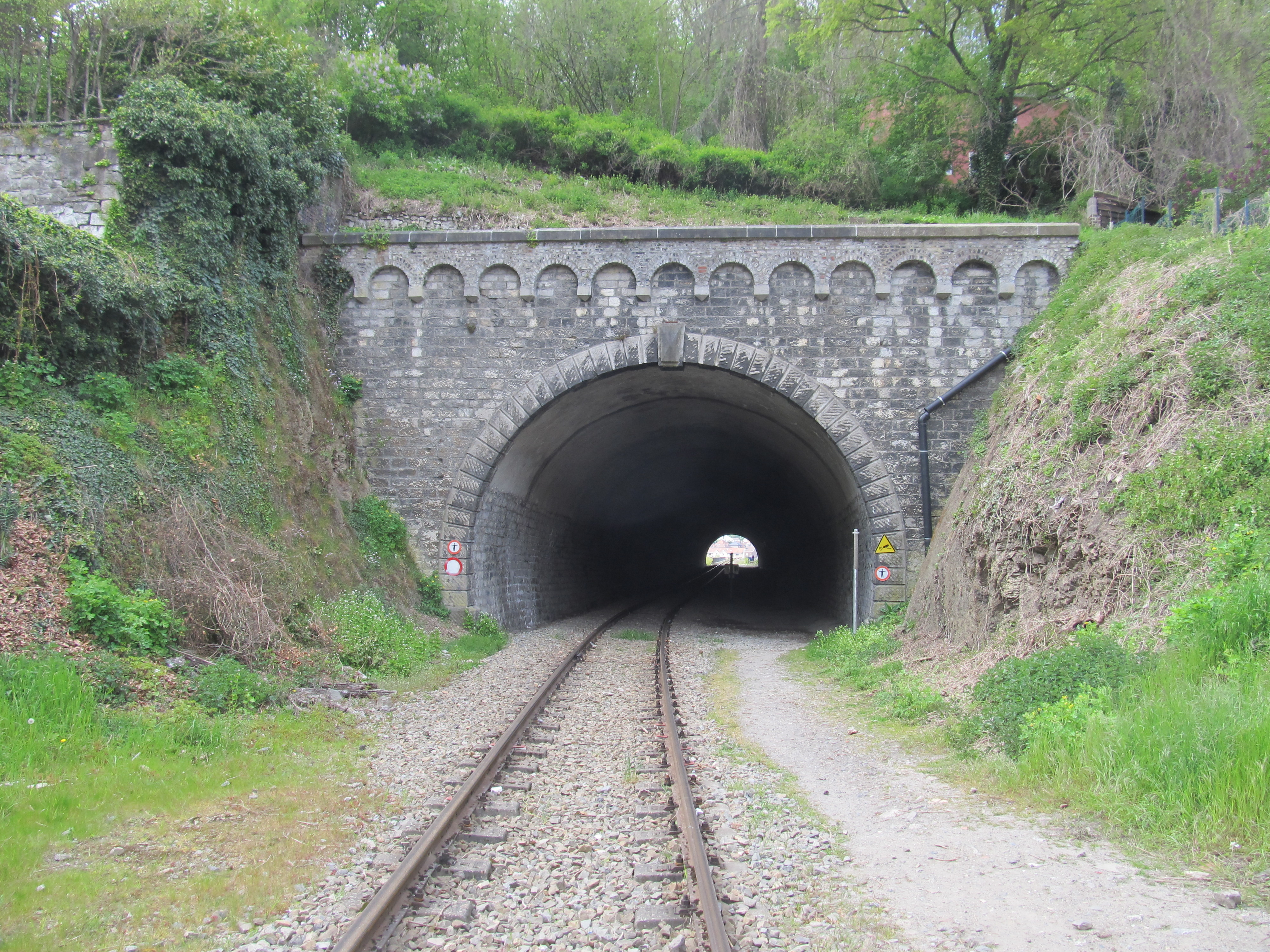
Tunnel de Huy-Sud.